# Bahnhofstraße 1 (Oberschleißheim)

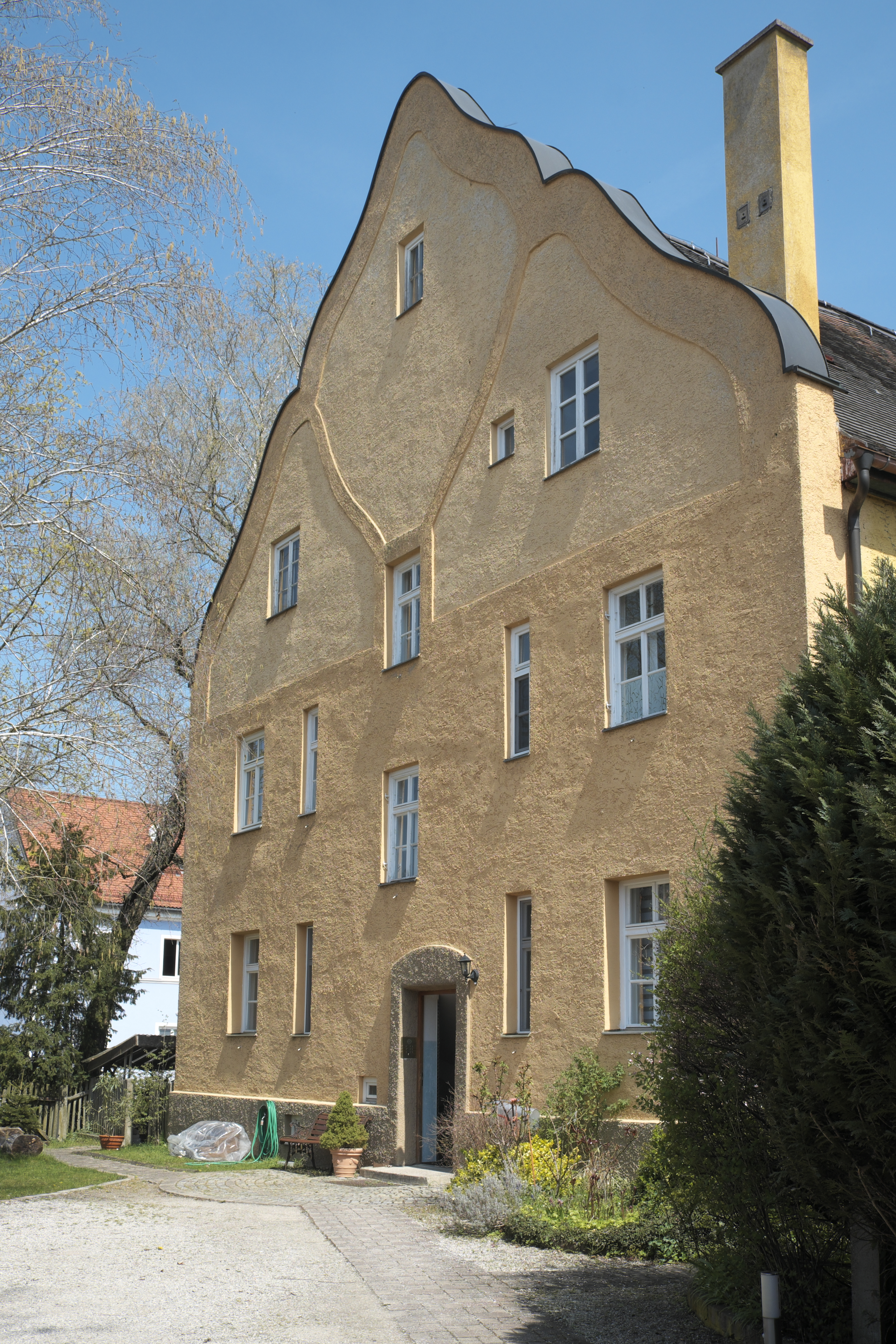
Haus Bahnhofstraße 1 in Oberschleißheim

Das Gebäude Bahnhofstraße 1 in Oberschleißheim, einer Gemeinde im oberbayerischen Landkreis München, wurde 1902 als Haus des Malers und Architekten Heinz Katzenberger (* 26. Januar 1877 in Nürnberg; † 2. Januar 1961 in Oberschleißheim) errichtet. Das Künstlerwohnhaus ist ein geschütztes Baudenkmal.
Der zweigeschossige Satteldachbau mit großem Zwerchhausatelier in Formen des Jugend- und Heimatstils soll angeblich nach Plänen von Heinz Katzenberger errichtet worden sein.  
Die Bauherren des Hauses waren die Eltern von Heinz Katzenberger, die um 1900 nach Oberschleißheim gezogen waren.